# Rattus korinchi
Rattus korinchi — один з видів гризунів роду пацюків (Rattus).

## Поширення
Країни поширення: Індонезія (Західна Суматра). Висотний діапазон невідомий, типова місцевість знаходиться на висоті 2225 м. Цей вид зустрічається в первинних верхніх гірських і мохових лісах.

## Морфологічні особливості
Маленький гризун завдовжки 157—169 мм, хвіст — 219—224 мм, стопа — 34 — 35 мм, вухо — 18,5 мм. Вага досягає 94 грами.

## Зовнішність
Хутро довге, м’яке і без колючих волосків. Забарвлення спинних частин темно-коричневе, а вентральні частини сірувато-білі, з цілком білими плямами під підборіддям і уздовж грудей. Вуха невеликі, коричневі, густо вкриті дрібними буруватими волосками. Задня частина ніг коричнева, з більш темними смугами, що простягаються над кожним плесновим і плюсневим до основи кожного пальця. Спинна частина кігтів вкрита пучком довгого сріблястого волосся. Хвіст довше голови та тіла, він рівномірно коричневий, покритий 13-14 кільцями лусочок на сантиметр, кожне супроводжується трьома волосками, які стають довше до кінця, поки вони не утворюють пучок. У самиць є пара грудних сосків і дві пахові пари.

## Загрози та охорона
Немає серйозних загроз виду. Цей вид присутній у англ. Kerinci Seblat National Park і може бути в інших охоронних територіях.